# 鈴木真砂女
鈴木 真砂女（すずき まさじょ、女性、1906年11月24日 - 2003年3月14日）は、昭和期の俳人。本名はまさ。娘は女優の本山可久子。

## 経歴

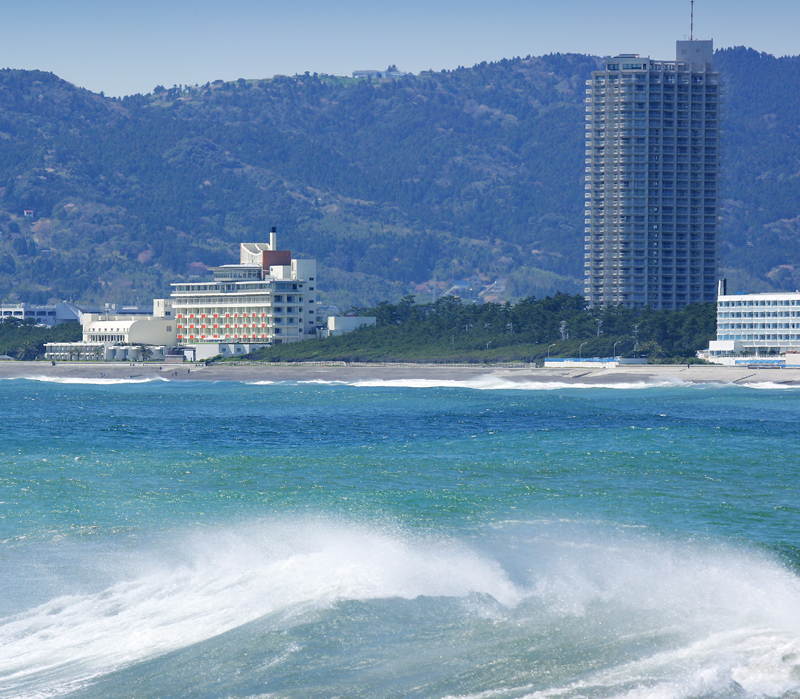
鈴木真砂女ミュージアムがある鴨川グランドホテル（左側の建物）

千葉県鴨川市の老舗旅館・吉田屋旅館（現・鴨川グランドホテル）の三女として生まれる。日本女子商業学校（現・嘉悦大学）卒業後、22歳で日本橋の靴問屋の次男と恋愛結婚して一女を出産するが、夫の失踪により実家に戻る。1935年9月から句作を始める。
28歳の時に長姉が急死し、旅館の女将として家を守るために義兄（長姉の夫）と再婚する。大場白水郎の「春蘭」を経て、久保田万太郎の「春燈」に入門。万太郎死後は安住敦に師事した。30歳の時に旅館に宿泊した年下で妻帯者の海軍士官と不倫の恋に落ち、出征する彼を追って出奔するという事件を起こす。その後家に帰るも、夫婦関係は冷え切ってしまう。
50歳のとき離婚、1957年3月銀座1丁目に「卯波」という小料理屋を開店する。店の名前は自作句「あるときは船より高き卯浪かな」に由来する。保証人は作家の丹羽文雄だった。その後は「女将俳人」として生涯を過ごすことになる。2003年3月14日、老衰のため東京都江戸川区の老人保健施設で死去。96歳没。
生涯に7冊の句集を刊行。『銀座に生きる』などのエッセイも執筆した。「卯波」は2008年1月25日に一度閉店した後、孫によって移転再開されていたが、2014年6月27日に営業を打ち切っている。
恋の句を多数残した情熱の女流俳人として、丹羽文雄『天衣無縫』、瀬戸内寂聴『いよよ華やぐ』といった小説のモデルとなった。2008年、実家の鴨川グランドホテルには鈴木真砂女ミュージアムが開設された。

## 受賞歴
- 1976年 - 『夕螢』で第16回俳人協会賞[1]
- 1995年 - 『都鳥』で第46回読売文学賞[1]
- 1999年 - 『紫木蓮』で第33回蛇笏賞[1]

## 演じた俳優
- 藤真利子 - 『真砂女』（劇団朋友・2010年初演）[11]